# Майк Дойл
Майк Дойл (англ. Mike Doyle, 25 листопада 1946, Манчестер — 27 червня 2011) — англійський футболіст, що грав на позиції захисника.
Виступав, зокрема, за клуб «Манчестер Сіті», а також національну збірну Англії.
Чемпіон Англії. Володар Кубка Англії з футболу. Дворазовий володар Кубка англійської ліги. Дворазовий володар Суперкубка Англії з футболу. Володар Кубка Кубків УЄФА.

## Клубна кар'єра
У дорослому футболі дебютував 1963 року виступами за команду «Манчестер Сіті», в якій провів п'ятнадцять сезонів, взявши участь у 348 матчах чемпіонату. Більшість часу, проведеного у складі «Манчестер Сіті», був основним гравцем захисту команди. За цей час виборов титул чемпіона Англії, ставав володарем Кубка Англії з футболу, володарем Кубка англійської ліги (двічі), володарем Суперкубка Англії з футболу (двічі), володарем Кубка Кубків УЄФА.
Згодом з 1978 по 1983 рік грав у складі команд «Сток Сіті» та «Болтон Вондерерз».
Завершив ігрову кар'єру у команді «Рочдейл», за яку виступав протягом 1983—1984 років.

## Виступи за збірну
У 1976 році дебютував в офіційних матчах у складі національної збірної Англії.
Загалом протягом кар'єри в національній команді, яка тривала 2 роки, провів у її формі 5 матчів.
Помер 27 червня 2011 року на 65-му році життя.

## Титули і досягнення
- Чемпіон першого дивізіону Англії (1):

«Манчестер Сіті»: 1967-1968
- Володар Кубка Англії з футболу (1):

«Манчестер Сіті»: 1968-1969
- Володар Кубка англійської ліги (2):

«Манчестер Сіті»: 1969-1970, 1975-1976
- Володар Суперкубка Англії з футболу (2):

«Манчестер Сіті»: 1968, 1972
- Володар Кубка Кубків УЄФА (1):

«Манчестер Сіті»: 1969-1970